# Waraji

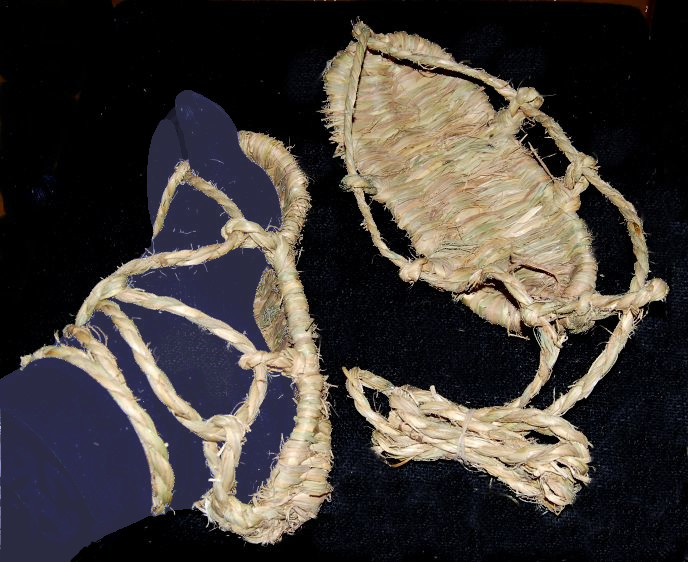
Waraji

Waraji (în japoneză 草鞋) sunt sandale din frânghie de paie, care în trecut erau încălțămintea standard a oamenilor obișnuiți din Japonia. Waraji au fost de asemenea purtate de clasa samurailor și a soldații pedeștrii (ashigaru) în timpul epocii feudale din Japonia.

## Descriere
În mod tradițional, materialul de frânghie era făcut din paie de orez; cu toate acestea, waraji poate fi făcut din diferite alte materiale, cum ar fi cânepă, tulpini de myōga, fibre de palmier sau fir de bumbac. Acum ele sunt purtate în cea mai mare parte de călugării budiști tradiționali. În mod tradițional japonezii le poartă cu degetele de la picioare trecând ușor peste marginea din față.
Cu toate acestea, nu există reguli sau linii directoare privind purtarea lui waraji.

## Legarea
Modul în care sunt legate depinde de purtător. De exemplu, un călugăr leagă în mod diferit waraji de un fermier, un soldat îl leagă diferit de un cetățean și așa mai departe.